# 氾毓
氾毓（?—?），西晋济北郡卢县（今山东省济南市长清区西南）人，字稚春。
其家累世儒学，敦睦九族，客居青州，至氾毓已经七世。氾毓对抚养孤儿极为热心，以此受到时人的称美。年轻时安贫，有高洁的志向。父亲去世，他居墓所三十余年。有人把他推荐给晋武帝，召补南阳王文学、秘书郎、太傅参军，没有就任。当时青州隐士劉兆、徐苗等都招收门生，只有他不受门人，清净自守。注《春秋三传》，撰《春秋释疑》、《肉刑论》等，后来失传。七十一岁时去世。

## 延伸阅读
[在维基数据编辑]
 《晉書/卷091》，出自房玄齡《晉書》